# Генетична історія Італії
Генетична історія Італії з погляду генетики.
У доісторичні часи Італія була населена різними народами, які були зараховані до давніх народів останньої. Переважними серед них були італіки.
Не всі ці різні народи були лінгвістично чи етнічно тісно пов'язані. Деякі з них говорили італійськими мовами, інші говорили грецькою мовою через прибуття грецьких колоністів. Інші народи належали іншому індоєвропейському відділенню (лігурська, венетська, лепонтійська, месапська) або не належали до індоєвропейських мов (етруська, ретська).
Ідентичність людей, крім культурних понять, також характеризується процесами генетичного розвитку. Наступне наукове дослідження, виконане голландським генетиком, показало, що Італія виявилася одним з останніх двох генетичних островів, що залишаються, по всій Європі (поряд з Фінляндією). Причиною стали ланцюги Альпійських гір, які століттями перешкоджали численним міграційним потокам, націленим на колонізацію італійських земель.

## Історичне населення Італії
- Сучасна людина виникла під час Верхнього палеоліту. Примірники часів Оріньякської культури були виявлені в печері Фумане і датувалися приблизно 34 000 років тому. Під час періоду мадленської культури перші люди з Піренеїв заселили Сардинію.

- Протягом неоліту людьми зі сходу запроваджено стійке сільське господарство, збудовано перші села, зброя стає більш сучасною і виробляються перші предмети з кераміки.

- В останню еру неоліту поширилося використання міді та будівництво сіл біля озер. У "Континентальній Італії" селиться культура дзвоноподібних кубків з Піренеїв і південної Франції, замінивши корінне населення. Нащадки цього корінного населення становлять домінантну частку лише в сучасному населенні Сардинії.

- Під час пізнього бронзового віку в Італії з'являється культура полів похоронних урн або культура Вілланова, що характеризується типовим обрядом спалювання тіл, що походять із Центральної Європи, поширенням залізних знарядь. У Сардинії розквіт цивілізації Нурагів.